# Славик, Иван Иосифович
Иван Иосифович Славик (имя при рождении —  Иоганн Юзефович Коваш; 1883, Непомук, Чехия — 5 апреля 1972, Джамбул, Казахская ССР) — проповедник, пресвитер, епископ церквей христиан веры евангельской-пятидесятников  ОЦХВЕ по Средней Азии и Казахстану.

## Биография
Иоган Юзефович Коваш родился в 16 мая 1880 года  (по иным данным - в 1883 году)  в Чехии, в  маленьком городке Непомук,  расположенном недалеко от города Пльзень. 
В годы  Первой мировой войны был призван на службу в Австро-Венгерскую армию. В 1914 году попал в плен.  После Октябрьской революции 1917 года примкнул к Красной Армии, затем служил в ЧК. В период службы в ЧК Коваш изменил свою фамилию и имя на Иван Иосифович Славик. Принимал активное участие в становлении Советской власти в Днепропетровске, Херсоне, Николаеве, Одессе.
В 1926 году  жена Славика —  Александра Семеновна  начала посещать служения Одесской церкви пятидесятников, что вызвало протест и возмущение  Славика — коммуниста и атеиста. Он требовал, чтобы жена прекратила посещать религиозные собрания. Неоднократно Славик обращался лично к проповеднику церкви Воронаеву, полагая, что тот  оказывает тлетворное влияние на сознание его жены, и угрожая расправой, если Воронаев  не запретит ей посещать служения.  Запреты, угрозы, рукоприкладство не действовали — Александра Семеновна оставалась тверда в вере. Не достигнув угрозами желаемого результата, Славик решил убить Воронаева.    
В книге Н. Усача и В. Ткаченко "Посланник пятидесятницы"  имеется свидетельство  обращения Славика к Богу, согласно которому, являясь военным комендантом железнодорожного гарнизона города Одессы, он имел доступ к оружию, взяв пистолет, явился  на одно из воскресных служений и стал ждать появления Воронаева. Когда  Воронаев вышел за кафедру и начал проповедь, рядом с Воронаевым  Славик увидел ангела Божьего. Одновременно одна из сестёр в церкви встала, прервав проповедь Воронаева, и обратилась к Славику на  незнакомом языке , который никто в церкви не знал, не понимал, не мог истолковать, кроме Славика, поскольку  это был его родной язык — чешский. Таким образом проявил свое действие Дух Святой, давший обличительное пророческое слово  для Славика.  "Дух Святой так мощно подействовал на него, что он со слезами раскаяния пал на колени, признался в своем преступном намерении и отдал свою жизнь Господу. Он обрел Иисуса Христа — и это было самое большое, самое лучшее приобретение в его жизни". 
Таким образом, 1926 год стал  переломным годом в  жизни Ивана Иосифовича Славика - он посвятил себя служению Богу и церкви.

## Репрессии
Сталинские репрессии 1928-1941 годов стали временем беспрецедентного в российской истории наступления на религию, включая евангельский протестантизм. В этот период  в стране происходили ликвидация христианских печатных изданий, насильственное прекращение деятельности руководящих органов христианских союзов, закрытие молитвенных домов, массовые аресты верующих.  
Как отметил В. Франчук в своей книге "Просила Россия дождя у Господа": "После первых арестов, когда братство христиан евангельской веры было обезглавлено, у руководства Союзом церквей стал союзный благовестник Митрофан Иванович Бондаренко. Посещая общины, он старался укрепить их дух и сохранить связи между церквами. Во главе церкви в Одессе встал Иван Иосифович Славик. Большим влиянием пользовались также Екатерина Афанасьевна Воронаева и благовестница Александра Ивановна Бондаренко. Очень скоро они тоже, как и многие другие служители и активные члены церквей попали под маховик новых репрессий". 
Во время следствия Славик подвергался изощренным пыткам и издевательствам, но, укрепляясь молитвой,  оставался твёрд в вере. 
В книге Одинцова М.И. "Вы примете силу, когда сойдёт на вас Дух Святой…" История Пятидесятнической церкви в России. XIX – XX вв." содержится извлечение из обвинительного заключения от 16 июня 1933 г. по следственному делу № 9552 Одесского Облотдела ГПУ  по обвинению Н.В. Кузьменко, И.И. Славика, ... Е.А. Воронаевой и других по ст. 54  УК УССР , согласно которому данное дело постановлено "направить в Судтройку при Коллегии ГПУ УССР с ходатайством о применении к обвиняемым следующих мер ...защиты: ...Славика Ивана Юзефовича заключить в ...лагерь сроком на 8 лет (восемь); Воронаеву Екатерину Афанасьевну - заключить в ...лагерь сроком на 5 лет (пять);Бондаренко Александру Павловну заключить в ...лагерь сроком на 3 года (три)"...  Из реестра дел за период с 1928 по 2003 , переданных из архива УСБУ в Одесской области на хранение в Госархив Одесской области по состоянию на 01.01.2015 г., следует, что  всего по данному делу осуждено 19 человек.  Сведения о мере наказания, определенной Славику по  делу 1933 года, остаются неясными, вместе с тем Славик И.И. правоохранительными органами был отправлен в Казахстан. 
29 мая 1934 г. по приговору Тройки ПП ОГПУ КАССР  , уже по 58-й статье,  он вновь был приговорен  к 6 годам ИТЛ и 5 лет спецпоселений.    
Заключение отбывал  в Караганде, пять лет поселения - в сельской местности на территории Казахстана. 
Реабилитирован 31 января 1957 года Судебной коллегией по уголовным  делам Верховного суда Казахской ССР за недоказанностью состава преступления.
К слову, Воронаева Екатерина Афанасьевна - жена Воронаева, провела в заключении в общей сложности около 25 лет.

## Служение
В 1948 году Славик вместе с женой,  дочерью Евгенией и внуком  переехал в город Джамбул (ныне  г. Тараз  в Республике Казахстан),  где служил пресвитером поместной церкви. Осенью 1956 года на братском совещании в г. Москве по представлению Джамбульской, Фрунзенской и Алма-Атинской церквей Славик Иван Иосифович  рукоположен в епископы церквей христиан веры евангельской ОЦХВЕ по Средней Азии и Казахстану. Рукоположение совершено  епископами Виктором Белых  и Иваном Левчуком в присутствии московских служителей  А. Е. Фролова и И. В. Сизова. Между тем, притеснение верующих не прекращалось, многие из них были арестованы, и некому было рукоположить новых людей, способных принять служение. Во время пребывания руководителей братства в заключении рукоположение многих молодых служителей совершал Славик.  В статье «Из истории Московской церкви ОЦХВЕ. Часть 2», опубликованной в  журнале "Евангелист" (40,41)-4,5-2002,  указано: "В 1960 году единственным епископом в братстве, бывшим на свободе, оставался И. И. Славик из г. Джамбула (Казахстан). К нему было послано приглашение приехать в г. Москву для рукоположения И. Федотова и других братьев. Брат Славик не успел еще доехать до Москвы, как И. Федотов, В. Ряховский, И. Корчагин были арестованы". 
В книге Н. Усача и В. Ткаченко  "Посланник пятидесятницы" имеется свидетельство о том, как находясь в глубокой старости и физической немощи, будучи прикованным к постели, Славик по его просьбе с посторонней помощью поднимался, чтобы совершить молитву с возложением рук над пришедшими к нему больными, которые по его молитве получали исцеление от Господа.
Умер 5 апреля 1972 года. Похоронен 7 апреля 1972 года  на христианском кладбище, расположенном  рядом с архитектурным комплексом «Тектурмас» в г. Джамбуле. Проводить в последний путь Славика И.И. собралось множество христиан веры евангельской.

## Галерея

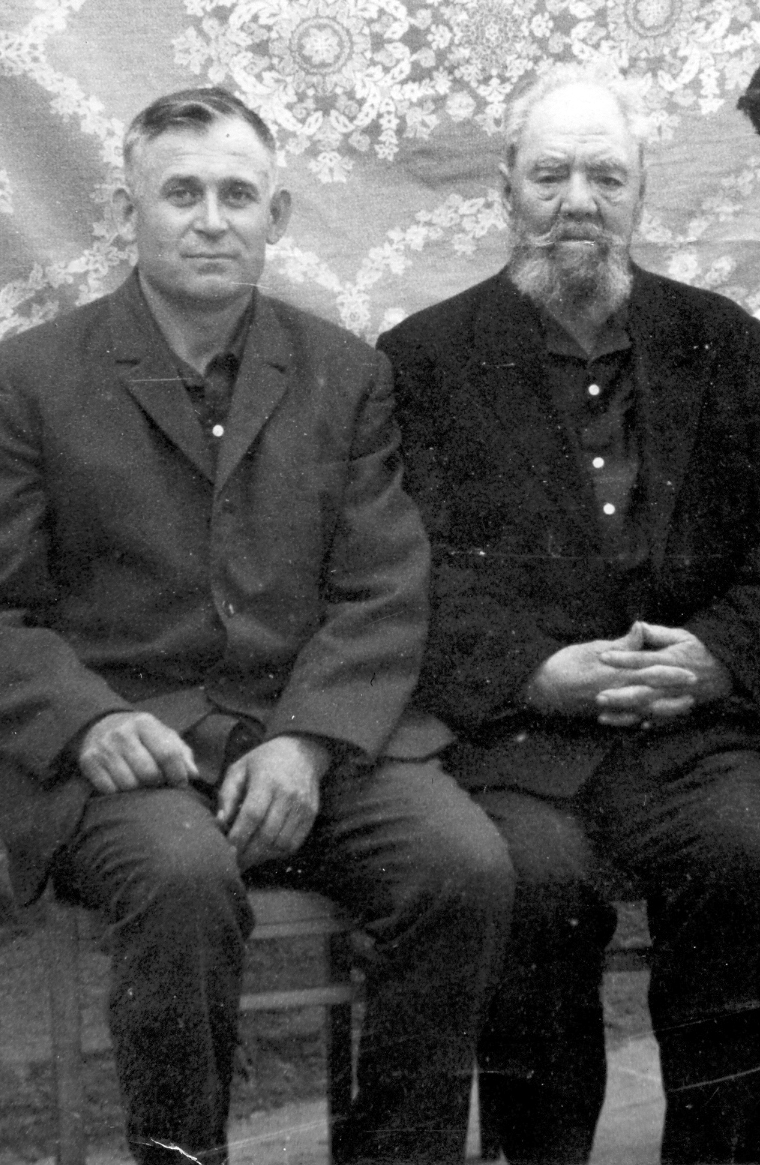
Анатолий Жук и Иван Славик
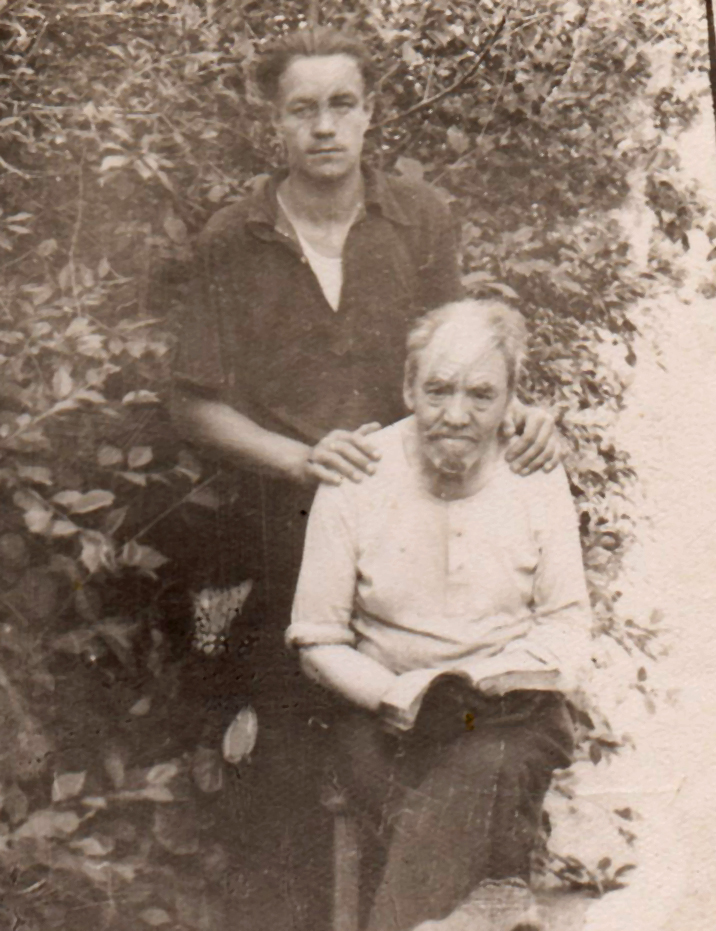
Славик Иван Иосифович с внуком. г. Джамбул
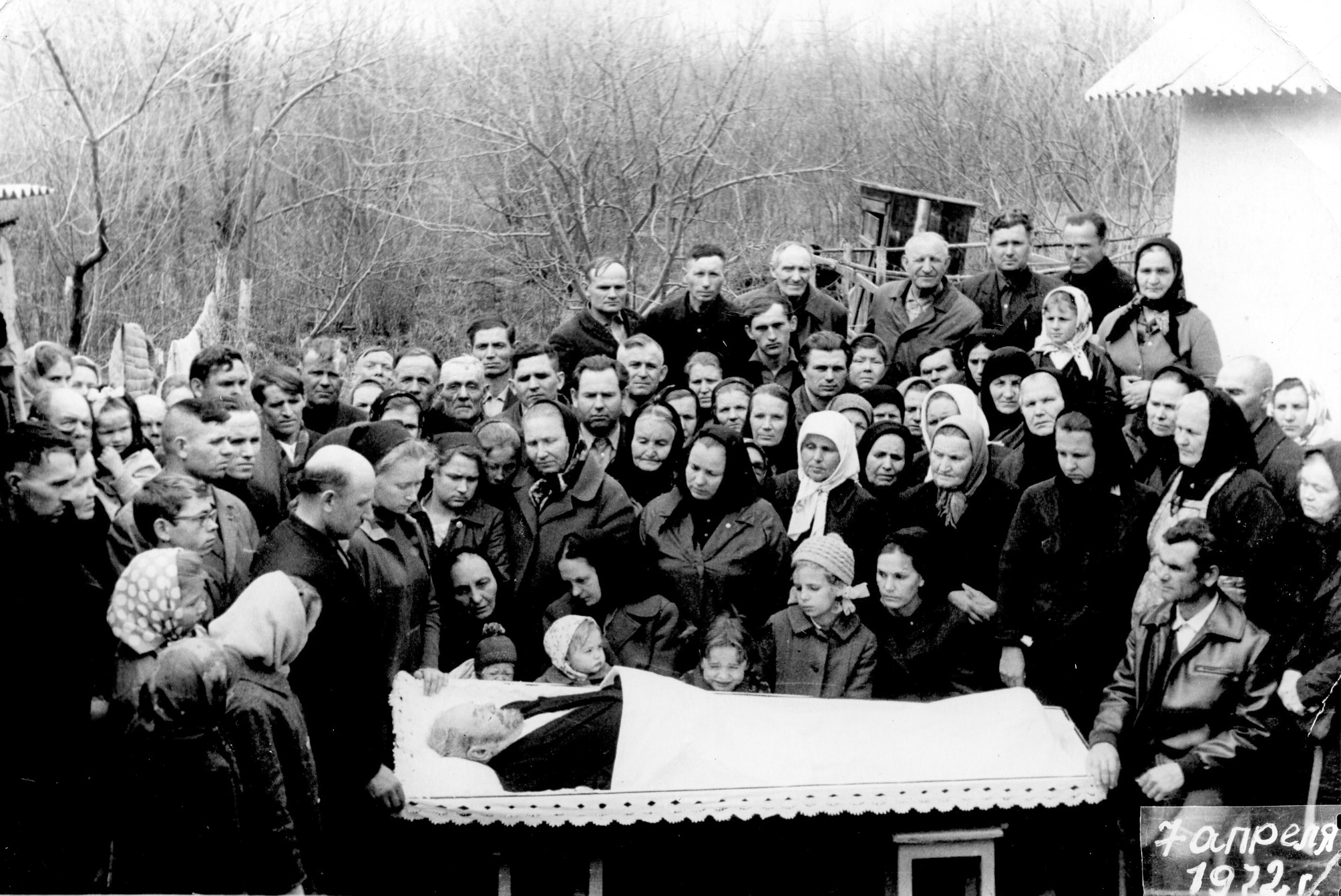
Похороны Ивана Славика
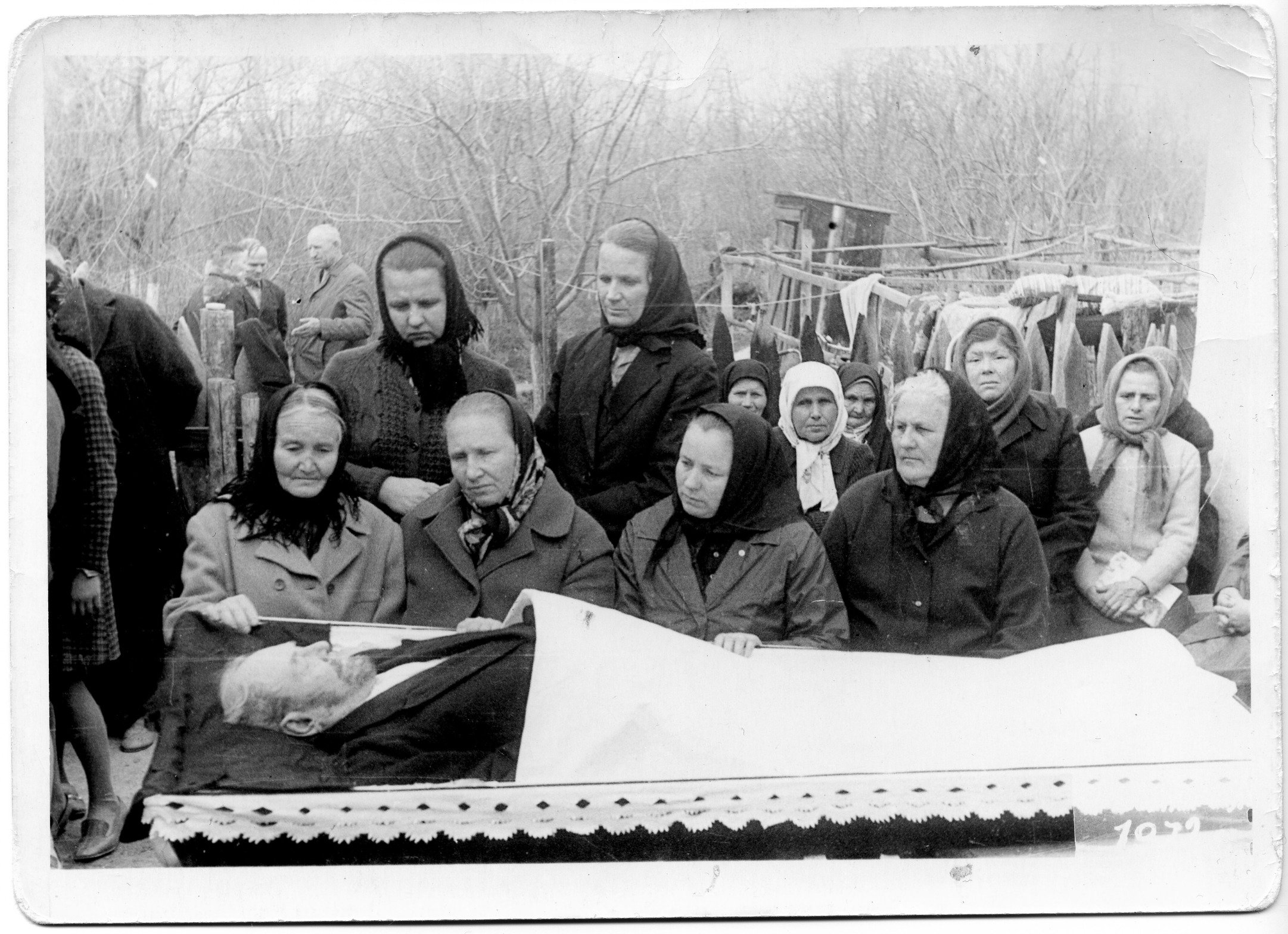
Похороны Ивана Славика